# Vadkerti Attila
Vadkerti Attila (Szeged, 1982. február 22. –) magyar kézilabdázó, az FKSE Algyő és a magyar férfi kézilabda-válogatott játékosa, a válogatottban a mezszáma 24.

## Pályája
A Juhász Gyula Tanárképző Főiskolai Karon pedagógia-gyermek- és ifjúságvédelem szakon szerzett diplomát. Kézilabdában nevelő egyesülete a szegedi Tisza Volán SC. 1999-óta a Pick Szeged játékosa és 2009-óta a csapatkapitányi tisztet is betölti. Csapatával magyar bajnok és kétszeres kupagyőztes. A Magyar férfi kézilabda-válogatottban 2004. november 16-án Svédországban, a kézilabda világkupán Franciaország ellen mutatkozott be. Londonban tagja volt a 2012. évi nyári olimpiai játékokon negyedik helyet szerző férfi kézilabda-válogatottnak. 2015. július 28-án bejelentették, hogy leigazolta az FKSE Algyő.

## Eredményei

### Klubcsapatban
Pick Szeged (1999–)
magyar bajnok, 2007
Magyar kézilabdakupa győztes, 2006, 2008, 

### Válogatottban
- magyar férfi kézilabda-válogatott
- Eddigi legjobb eredményei: 
  - Európa bajnoki 8., Szerbia 2012
  - Világbajnoki 9., Németország, 2007
  - Olimpiai 4., London, 2012-ben

## Díjai, elismerései
- Magyar Ezüst Érdemkereszt (2012)